# Центрально-Азиатская экспедиция Николая Рериха
Центрально-Азиатская экспедиция была проведена с 1923 по 1928 год Николаем, Юрием и Еленой Рерих. Маршрут экспедиции проходил через Сикким, Кашмир, Ладак, Синьцзян, Россию (Москва, Сибирь, Алтай), Монголию, Тибет. Существует несколько версий того, что являлось главной целью поездки Рерихов в Центрально-Азиатскую экспедицию — от научно-художественных целей до выполнения заданий ОГПУ и строительства нового государства в Азии.

### Версии о сотрудничестве Н. К. Рериха с ОГПУ

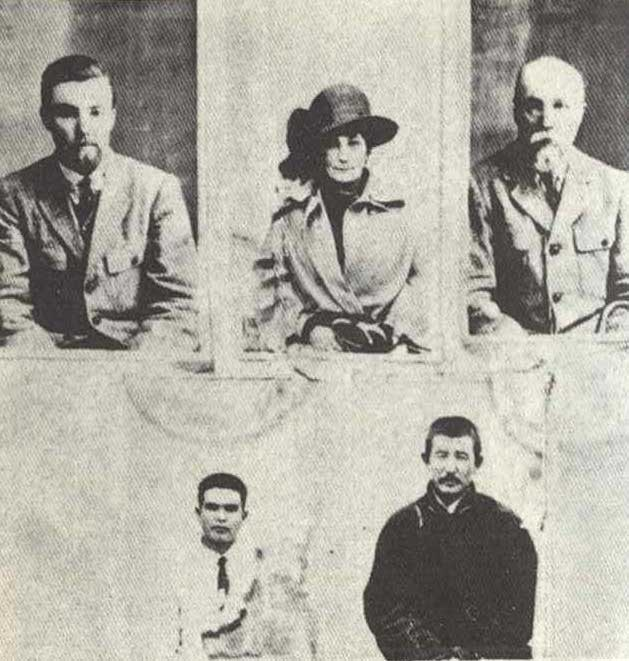
Фотография с экспедиционного паспорта до Пекина, выданного китайским губернатором в Урумчи в 1926 году во время Центрально-Азиатской экспедиции Н. К. Рериха

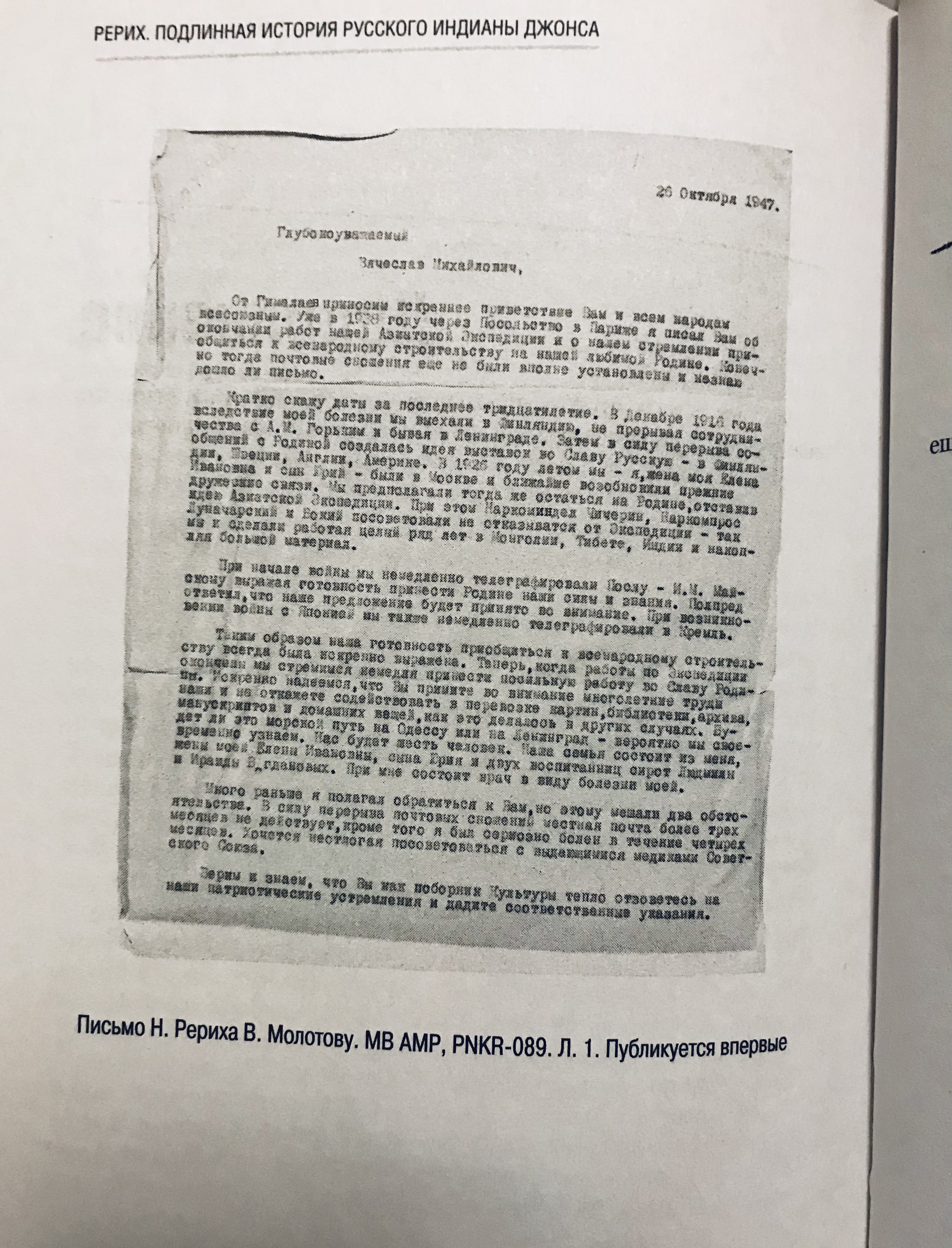
Письмо Н.Рериха В.Молотову. Музей Востока, архив музея Рерихов, PNKR-089, опубликовано впервые в книге О.Шишкина «Рерих. Подлинная история русского Индианы Джонса»

## Состав экспедиции
Основной состав экспедиции:
- Николай Рерих
- Елена Рерих
- Юрий Рерих

В своей книге «Сердце Азии» (Нью-Йорк, 1929) Н. К. Рерих перечислял сотрудников экспедиции. В пути по Сиккиму к основному составу временно присоединялись Святослав Рерих, лама Лобзанг Мингюр Дордже, тибетский генерал Ладен-Ла, ламы Рамзана и Церинг, а во время поездки на Алтай — члены американских обществ Рериха: З. Г. Фосдик и М. М. Лихтман.
Для путешествия по Тибету Рерихом были приглашены доктор К. Н. Рябинин, заведующий транспортом П. К. Портнягин, начальник охраны полковник Н. В. Кардашевский, заведующий хозяйством А. А. Голубин. Елену Рерих сопровождали сёстры Л. М. и И. М. Богдановы. В состав каравана также входили конвой экспедиции, тибетец Кончог и бурят Д. Цыримпилов.
Ряд источников утверждает, что в сентябре 1925 года в Ладакхе к экспедиции присоединился чекист Яков Блюмкин и проследовал с Рерихами в Москву.

## Маршрут экспедиции
Путешествие Рерихов по Азии началось в декабре 1923 года, когда семья Рерихов отправилась в Индию. В августе 1925 года экспедиция вышла из Шринагара и направилась в Ладакх. Через перевал Зоджи Ла экспедиция перешла Западные Гималаи и спустились в столицу Ладакха Лех.
19 сентября 1925 года экспедиция покинула Лех и прошла по горным цепям Каракорума через, по крайней мере, 8 горных перевалов, высота большинства которых около 5500 м. На перевалах Сасир и Сугет жестокие снежные бури практически остановили продвижение отряда. По прибытии в Хотан губернатор (даотай) Синьцзяна отказался принять китайские паспорта, выданные в Пекине, и экспедиция остановилась здесь на три месяца. Чтобы уладить дела с губернатором, пришлось посетить Урумчи. Далее экспедиция посетила Карашар, где посетила ставку торгоутского хана. Далее через пустыню и центр Турфанской впадины экспедиция отправилась по пути Урумчи — Чугучак по русской границе, считавшемуся опасным из-за частых нападений грабителей.

Маршруты Центрально-Азиатской экспедиции Н.К.Рериха. 1923-1928 гг.

Наконец экспедиция повернула в Сибирь с заездом в Москву, затем маршрут пролёг через Ново-Николаевск и Бийск. На транссибирском экспрессе экспедиция достигла Верхнеудинска; затем на автомобиле отправилась в Улан-Батор, куда Рерихи прибыли 11 сентября 1926 года. Здесь экспедиция в здании русской постройки провела зиму 1926—1927 годов. В апреле 1927 года экспедиция отправилась через юго-западную Гоби в Тибет. Все другие пути были блокированы бандами грабителей или китайскими войсками. Однако и переход через Гоби был опасен, поэтому Рерихи нанимают сильную охрану из монголов. В путь отправляются на пяти «доджах», потом на 46 верблюдах, и через месяц добираются до оазиса Шибочен в горах Наньшаня, на юге провинции Ганьсу. Этот путь примечателен тем, что по нему в 1904 году Далай-лама XIII бежал в Монголию. 4 мая экспедиция достигла гор Шара-Хулусун. Здесь за месяц до экспедиции был ограблен большой караван. Ночью экспедиция была обстреляна. Как выяснилось, это китайский караван принял лагерь экспедиции за разбойников и открыл огонь. 9 мая экспедиция вступила в район Мацзы-шаня, кишащий разбойниками. Многочисленные скелеты лошадей, верблюдов и людей, стрелянные гильзы говорили о высокой активности бандитов. Это было место обитания легендарного разбойника Джа-ламы. Экспедиция наткнулась на крепость Джа-ламы. Монголы из охраны наотрез отказались идти в неё. Пришлось Ю. Н. Рериху с несколькими членами экспедиции самим навестить крепость. Она оказалась покинутой. Позже несколько разбойников из отряда Джа-ламы в течение нескольких дней посещали лагерь, но так и не напали.
28 июля, в долине реки Шарагол, к экспедиции присоединился вооружённый отряд полковника Кордашевского. Была сделана продолжительная стоянка, во время которой построен субурган в честь Шамбалы. Освящение субургана состоялось 7 августа в присутствии большого числа монголов и местных лам. 8 августа приехал со своей свитой главный лама Цайдама и также устроил службу, посвящённую Владыке Будде. На вопрос цайдамского ламы о целях путешествия в Тибет, писал в дневнике доктор Рябинин, «последовал ответ, что мы американцы и едем посольством от Западных буддистов, и что близко наступление времени Шамбалы».
Достигнув оазиса Шибочен в одной из горных долин Циляньшаня, Рерихи купили вьючных животных, продовольствие. В долине пришлось ждать до августа, так как караванный сезон кончился. 19 августа эксп. отправилась через цайдамские болота в Тибетское нагорье. Соляная пустыня Цайдама — одно из самых безлюдных мест в Центральной Азии. Из-за нехватки воды, чтобы её пересечь, необходимо было двигаться непрерывно 36 часов. В окрестностях перевала Элисун-дабан на караван напали бандиты, которые несколько дней следили за ним. Атака была отбита. Затем на вершине Нейжди-дабана было второе нападение, которое охрана эксп. также смогла отразить. 21 день эксп. двигалась через предгорья Тибета. По пути из Цайдама в Нагчу были пересечены большие горные хребты: Марко Поло, Кукушили, Дунгбуре и Тангла.
24 сентября экспедиция достигла границы Тибета. Ещё 30 дней путешественники двигались по территории Тибета, пока 6 октября в долине Шенди их не остановил большой отряд тибетского ополчения (чиновники, позволившие чужеземцам продвинуться вглубь страны, понижались в должности и теряли свои посты по тибетским законам). Тибетский генерал после получения инструкций из Лхасы не дал экспедиции разрешение следовать дальше. Это был один из самых тяжёлых моментов в путешествии. Экспедицию продержали пять месяцев в снежном плену высоко в горах на плато Чантанг. Согласно тибетским законам, местные жители не могли продавать еду чужеземцам — её продавали в мизерном количестве сами тибетские власти. Из-за бескормицы из 110 животных каравана 90 погибли. Пятеро членов эксп. из местных скончались. Едва не умер полковник Кардашевский. Сильно подорвала здоровье Е. И. Рерих.
Под конец экспедицию перевели в Нагчу и после месяца переговоров разрешили следовать в Индию. Экспедиция прошла по многим местам, никогда прежде не посещаемым европейцами или американцами, перевалила через стену Трансгималаев через перевал Сангмо-Бертик (высота около 20 000 футов = 6100 метров), через который проходил известный шведский исследователь Свен Гедин. Далее по течению реки Цангпо (Брахмапутра), через перевал Шару-ла в долину Понгчу эксп. прибыла в Сикким, в столицу Гангток. Всего протяжённость маршрута экспедиции составила около 6000 миль (около 10 000 км).
Николай Рерих описывал маршрут экспедиции в своей книге «Сердце Азии» следующим образом:

Основной маршрут экспедиции выразился в следующем обширном круге по серединной части Азии. 
Дарджилинг, монастыри Сиккима, Бенарес, Сарнат, Северный Пенджаб, Равалпинди, Кашмир, Ладак, Каракорум, Хотан, Яркенд, Кашгар, Аксу, Кучар, Карашар, Токсун, Турфанские области, Урумчи, Тянь-Шань, Козеунь, Зайсан, Иртыш, Новониколаевск, Бийск, Алтай, Ойротия, Верхнеудинск, Бурятия, Троицкосавск, Алтын-Булак, Урга, Юм-Бейсе, Анси-Джау, Шибочен, Наньшань, Шарагольчи, Цайдам, Нейджи, хребет Марко Поло, Кокушили, Дунгбуре, Нагчу, Шендза-Дзонг, Сага-Дзонг, Тингри-Дзонг, Шекар-Дзонг, Кампа-Дзонг, Сепола, Ганток, Дарджилинг.

## Факты об экспедиции